# بلودوف (ناحیه شومپرک)
بلودوف (به چکی: Bludov) یک منطقهٔ مسکونی در جمهوری چک است که در ناحیه شومپرک واقع شده‌است. بلودوف ۳٬۱۳۹ نفر جمعیت دارد.